# Szklana góra (film)
Szklana góra – polski czarno-biały film obyczajowy z 1960 roku w reżyserii Pawła Komorowskiego, zrealizowany na podstawie powieści Macieja Patkowskiego Południe.
Zdjęcia plenerowe kręcono w Gryfowie Śląskim oraz w kamieniołomach w Strzegomiu i Strzeblowie (część miasta Sobótka), a także na tzw. Zakręcie Śmierci na drodze pomiędzy Szklarską Porębą a Świeradowem-Zdrojem. 

## Treść
W prowincjonalnym śląskim miasteczku Szklana Góra zjawia się młoda lekarka Beata, odbywająca tam obowiązkową praktykę szpitalną. Wzbudza ona uczucie w Anastazym – niewykształconym, młodym robotniku z miejscowych kamieniołomów. Różnice poziomu intelektualnego i presja małomiasteczkowych uprzedzeń skłaniają go do zastanowienia się nad dalszym życiem i budzą w nim wyższe aspiracje. Kiedy w kamieniołomach zdarza się wypadek, a wśród poszkodowanych jest Anastazy, okazuje się, że nie jest on też obojętny Beacie. Jednakże różnice w spojrzeniu na życie i brak zdecydowania ze strony obojga ostatecznie skutkują tym, że po zakończonej praktyce dziewczyna ukradkiem wyjeżdża do stolicy. Nazwa miejscowości ma być zarazem przenośnią wyrażającą niemożność zrealizowania marzeń przez człowieka głęboko pogrążonego w małomiasteczkowym środowisku robotniczym.

## Obsada aktorska
- Maria Wachowiak - Beata, lekarka
- Ludwik Pak - Anastazy Wołek
- Magdalena Celówna - Helka, jego siostra
- Irena Netto - lekarka Dobracka
- Beata Tyszkiewicz - Janka
- Aleksander Fogiel - "Ojciec"
- Zdzisław Leśniak - Kajtek
- Piotr Wieczorek - Tadek
- Henryk Bąk - kelner w restauracji
- Adolf Chronicki - dyrektor kamieniołomów
- Czesław Piaskowski - Czesiek, robotnik w kamieniołomach
- Adam Dzieszyński
- Wiesław Gołas - Wiesiek, kierowca autobusu
- Jan Kulczyński
- Włodzimierz Kwaskowski - gość u dr Dobrackiej
- Mieczysław Łoza - właściciel restauracji
- Zygmunt Malawski - milicjant
- Ignacy Machowski - inżynier Florczak
- Leon Niemczyk - chirurg Jarek
- Józef Pieracki - dyrektor zdroju
- Aleksander Sewruk - przewodniczący MRN
- Jerzy Zapiór
- Halina Buyno-Łoza - gość u dr Dobrackiej (nie występuje w czołówce)
- Jadwiga Hańska (nie występuje w napisach)
- Henryk Hunko - dróżnik (nie występuje w czołówce)
- Józef Łodyński - górnik w kamieniołomach (nie występuje w czołówce)
- Dobrosław Mater - kelner (nie występuje w napisach)
- Irena Orzecka (nie występuje w napisach)
- Marian Pawlak - chłopiec (nie występuje w napisach)
- Jadwiga Pytlasińska (nie występuje w napisach)
- Halina Romanowska (nie występuje w napisach)